# 順勢療法 (期刊)
《順勢療法》（英語：Homeopathy）是一部同行評審醫學期刊，涵蓋顺势疗法（替代医学的一種伪科学形式）各方面的研究、評論與爭論。該期刊是順勢療法學院（總部設於倫敦）的官方期刊。該期刊於1911年，以《英國順勢療法期刊》（British Homeopathic Journal）之名創立，乃從合併《英國順勢療法評論》（British Homoeopathic Review）及《英國順勢療法學會期刊》（Journal of the British Homoeopathic Society）兩部期刊而成。2001年，該期刊改名為現稱，而現任總編輯為彼得·費舍爾。該期刊起初由自然出版集团出版，及後改由愛思唯爾出版。愛思唯爾出版該期刊的決定受到質疑，皆因順勢療法被証明無效且不科學。時任愛思唯爾全球企業關係副總裁托馬斯·雷勒（Thomas Reller）為該公司出版該期刊的決定作辯護，聲稱「我們支持就這個主題進行辯論」。2018年起，該期刊改由蒂姆醫學出版社出版。

## 摘要與索引
下列平台有為該期刊提供摘要及編索引：
- CINAHL（英语：CINAHL）
- 現期期刊目次（英语：Current Contents）／臨床醫學（Clinical Medicine）[12]
- Embase／Excerpta Medica[13]
- 医学索引／MEDLINE／PubMed[5]
- 科学引文索引[12]
- Scopus[14]

據《期刊引证报告》指出，該期刊於2019年的影响因子為1.704。2015年，由於出現過度自我引用的情況，該期刊的影響因子並沒有予以公佈。

## 外部連結
- 官方网站